# Apfelbachaue bei Neuswarts
Das Naturschutzgebiet Apfelbachaue bei Neuswarts liegt auf dem Gebiet der Stadt Tann (Rhön) im osthessischen Landkreis Fulda.
Das Gebiet erstreckt sich nordwestlich von Neuswarts, einem Stadtteil von Tann. Südlich des Gebietes verläuft die Kreisstraße K 31 und östlich die B 278. Am nördlichen Rand des Gebietes fließt der Apfelbach, ein linker Zufluss der Ulster, und verläuft die Landesgrenze zu Thüringen. Nordöstlich erstreckt sich das 29,1 ha große Naturschutzgebiet Ulsteraue bei Günthers.

## Bedeutung
Das 24,2 ha große Gebiet steht seit dem Jahr 1992 unter der Kennung 1631027 unter Naturschutz.